# Edward Taylor
Edward Taylor (Coventry, 1645 – Massachusetts, 29 giugno 1729) è stato un poeta, teologo e medico statunitense.